# Plotocnide taiwanensis
Plotocnide taiwanensis is een hydroïdpoliep uit de familie Capitata incertae sedis. De poliep komt uit het geslacht Plotocnide. Plotocnide taiwanensis werd in 2010 voor het eerst wetenschappelijk beschreven door Huang, Xu & Guo. 